# Vladimir Vazov
Vladimir Minčev Vazov (in bulgaro Владимир Минчев Вазов?; Sopot, 14 maggio 1868 – Ribarica, 20 maggio 1945) è stato un generale e politico bulgaro.
Comandante del fronte macedone durante la prima guerra mondiale, guidò le forze bulgare durante la vittoriosa battaglia di Doiran contro gli inglesi, considerata ancora oggi una delle sconfitte più rovinose dell'esercito britannico. È considerato un eroe nazionale bulgaro.

## Biografia

### Origini
Vladimir Vazov nacque il 14 maggio 1868, figlio di Minčo Vazov e Săba Hadžinikolova. Come lui, anche i suoi fratelli (lo scrittore Ivan Vazov, il generale Georgi Vazov, il dottor Kiril Vazov e il politico Boris Vazov) contribuirono notevolmente alla politica e allo sviluppo della Bulgaria.
Allo scoppio della guerra serbo-bulgara tentò di arruolarsi volontario, ma venne respinto in quanto troppo giovane. Nel 1886 entrò così nella Scuola Militare di Sofia e, dopo essersi laureato, nel 1888 fu assegnato come sottotenente al 5º reggimento di artiglieria di stanza a Šumen.
Il 18 maggio 1890 fu promosso tenente e continuò la sua specializzazione in Assia, in Germania, all'epoca all'avanguardia nel settore militare. Il 2 agosto 1894 ricevette il grado di capitano, e nel 1896 fu trasferito al 4º Reggimento di Artiglieria a Sofia, comandando una batteria. Tra il 1902 e il 1903 frequentò la Scuola di Artiglieria a Carskoe Selo, in Russia, mentre nel 1904 fece parte di una delegazione speciale bulgara che visitò Francia e Germania per valutare le capacità del loro equipaggiamento di artiglieria più recente e scegliere un adeguato fornitore per l'esercito bulgaro.
Nel 1906 venne istituita una nuova scuola di artiglieria a Sofia, e Vazov ne fu nominato vicepreside, venendo poi promosso tenente colonnello e, nel 1909, brigadier generale. A questo punto era già uno dei massimi esperti nazionali di artiglieria, tanto da contribuire alla stesura dei manuali in dotazione all'esercito; aveva anche introdotto un nuovo modo di pensare all'interno delle forze armate, valorizzando il contatto e stimolando la comunicazione tra uomini e ufficiali per favorire un morale più alto.

### Le guerre balcaniche
Durante la prima guerra balcanica Vazov rimase al comando del 4º Reggimento di Artiglieria. Il 9 ottobre, poco dopo la dichiarazione di guerra alla Turchia, combatté intorno al villaggio di Geçkinli, dove i bulgari sconfissero gli ottomani nonostante il considerevole svantaggio numerico. Combatté poi nelle battaglie di Kirk Kilisse e Çatalca.
Durante la successiva seconda guerra balcanica mantenne il comando del suo reggimento e contribuì alla difesa dei territori bulgari contro gli Stati confinanti.

### La prima guerra mondiale

#### Prime campagne
Scoppiata la prima guerra mondiale, Vazov fu tra i comandanti delle forze d'invasione bulgare nella regione serba della Macedonia di Vardar, dove lui e la sua brigata presero parte agli aspri combattimenti intorno alla città di Gjilan, nel complesso dell'offensiva del Kosovo. Con la sconfitta finale dell'esercito serbo a novembre, le truppe di Vazov furono spostate a sud per affrontare le forze francesi, che avanzavano seguendo il corso del fiume Vardar. Il 28 novembre il generale fu gravemente ferito e costretto a prendere congedo dai doveri attivi per i mesi successivi.
Nel 1916 fu nominato comandante della 1ª Brigata di Fanteria della 5ª Divisione e la guidò con successo in azione contro le truppe della Triplice intesa durante la loro offensiva autunnale sul fronte macedone.
Il 1º marzo 1917 prese il comando della 9ª Divisione di Fanteria Pleven, che occupava le rive del lago Dojran. Proprio con queste truppe sarebbe presto passato alla storia.

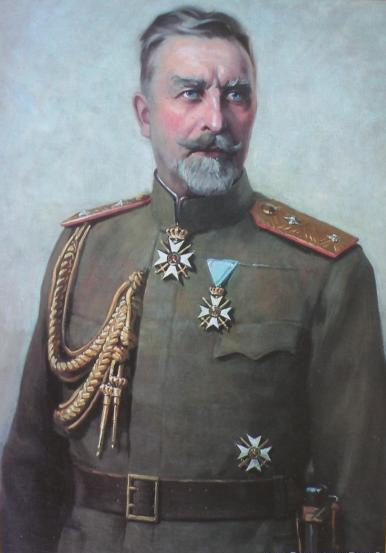
Il generale Vladimir Vazov

#### La seconda battaglia di Dojran
Appena nominato, ispezionò l'intera sezione del fronte che era sotto il suo comando e prese adeguate misure per rafforzarlo e fortificarlo, secondo i principi della difesa elastica.
I suoi sforzi dettero presto i loro frutti durante la seconda battaglia di Dojran, combattuta tra il 22 e il 26 aprile 1917. Centocinquanta cannoni britannici bombardarono la linea del fronte con più di centomila proiettili, ma causarono danni insignificanti e il successivo attacco di fanteria subì pesanti perdite. All'inizio di maggio gli inglesi ripresero il loro assalto, ma furono nuovamente sconfitti con pesanti perdite, tanto che dopo la battaglia i bulgari seppellirono i corpi di (almeno) 2.290 tra ufficiali e soldati alleati. Per il suo significativo contributo alla vittoria, Vladimir Vazov fu promosso a maggior generale.

#### La terza battaglia di Dojran
Il settore di Dojran era cruciale per la guerra, in quanto rappresentava la via più breve per la valle del Vardar e una sua perdita avrebbe causato il collasso della Bulgaria. Per questo, durante l'estate del 1918, la sua difesa fu ulteriormente ampliata su quattro linee di profondità, divenendo ancora più impenetrabile rispetto all'anno precedente.
Quando iniziò l'offensiva del Vardar, divisioni britanniche e greche attaccarono nuovamente Vazov. Durante la terza battaglia di Dojran gli alleati godettero ancora una volta di un vantaggio significativo in termini di potenza di fuoco e uomini, potendo bombardare la posizione bulgara con oltre trecentomila proiettili ordinari e al gas. Nonostante ciò, i danni alle fortificazioni bulgare furono limitati e i combattimenti si tradussero nuovamente in una decisiva vittoria dei difensori. Secondo fonti britanniche, le perdite alleate ammontarono a poco più di 7000 unità, mentre fonti bulgare riportavano invece 11.000 morti; in entrambi i casi, il risultato fu uno dei più disastrosi subiti durante la Grande Guerra dall'esercito britannico.
I comandanti bulgari e tedeschi non furono tuttavia in grado di sfruttare appieno i successi di Vazov, e la Bulgaria fu costretta a firmare l'armistizio con l'Intesa il 29 settembre 1918, ponendo fine alla sua partecipazione alla prima guerra mondiale.

### Dopo la guerra
Il 24 febbraio 1920 il tenente generale Vazov, dismesso l'esercito bulgaro, entrò nella riserva. Nel 1926 divenne sindaco di Sofia, rimanendolo fino al 1932. Durante il suo mandato furono riformati i vigili del fuoco, ampliata la rete elettrica e migliorato il trasporto pubblico della città. Sotto la sua amministrazione Sofia divenne una delle capitali più “verdi” dell'Europa del tempo.
Nel 1936 visitò il Regno Unito in occasione delle celebrazioni britanniche per la vittoria nella Grande Guerra, invitato dai veterani della Royal British Legion come uno dei loro più degni avversari. Venne personalmente accolto da lord Milne, che lo onorò facendo abbassare le bandiere a mezz'asta.
Gli ultimi anni della sua vita furono trascorsi nel ritiro del villaggio di Ribarica, dove morì nel 1945. Le sue innovazioni e le sue strategie sono studiate ancora oggi e rimane uno dei pochi strateghi non britannici citati nei manuali militari di lingua inglese.

## Nella cultura di massa
Per le sue vittorie durante la Grande Guerra è ancora oggi considerato un eroe nazionale della Bulgaria.
Il gruppo rock svedese dei Sabaton ha dedicato alla sua strenua difesa di Dojran una canzone, The Valley of Death, contenuta nel loro album The War to End All Wars (2022).